# 懸章

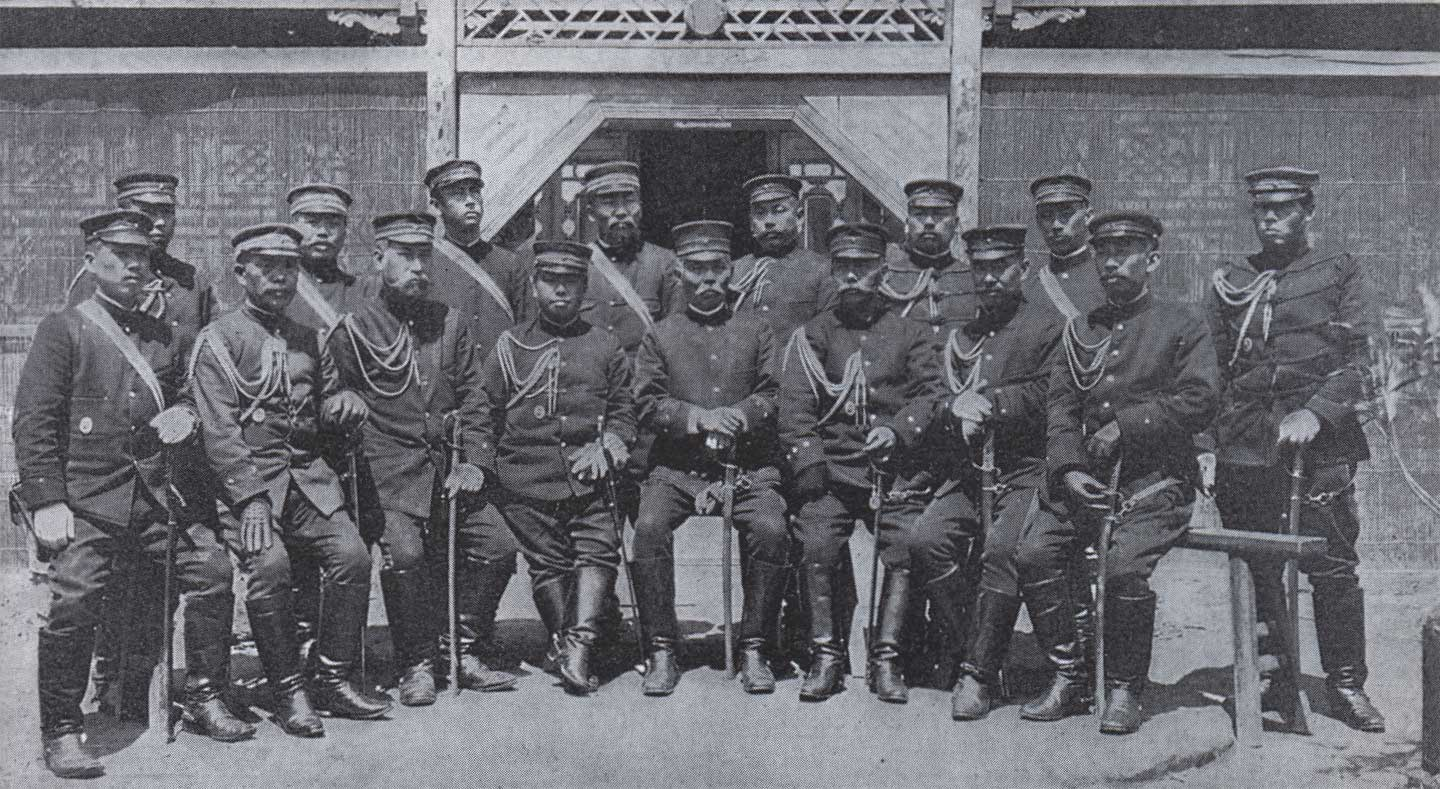
日露戦争における第1軍司令部。軍司令官黒木為楨陸軍大将や参謀長以下、参謀飾緒を佩用した参謀らとともに写る高等官衙副官懸章を佩用した副官達

懸章（けんしょう、英:sash）とは、肩から腰にかけてかける襷状の装身具である。旧日本陸軍において特定の役職にあることを示すために使用された軍装品。海外の事例についてはen:Sashを参照。

## 概要
大日本帝国陸軍では、副官・週番士官/衛戍巡察将校がその役職を示すために右肩から左腰にかけて懸章を佩用した。なお、週番下士官は懸章ではなく腕章を佩用しており、陸上自衛隊では帝国陸軍時代の週番下士官のそれに擬似した腕章が用いられているが、懸章は用いられない。
副官・週番巡察用ともに明治19年制式と古くに制定され、第二次世界大戦敗戦による帝国陸軍解体まで存続していた。製式自体も殆ど変ることはなかったが、例として昭和13年制式改訂の陸軍服制（昭和13年勅令第392号）によると、副官たる将校が佩用する高等官衙副官懸章（こうとうかんがふくかんけんしょう。通称「副官懸章」）は、地質は黄毛糸線3条で白絹線2条の筋織り（各1条は9mmなので帯の幅は45mm）。両端に各1個の総を付す（総は黄毛糸60条で総の帯は黄毛糸組、緒締めは黄毛糸組み）。週番及び衛戍巡察将校准士官見習士官が佩用する週番巡察懸章（しゅうばんじゅんさつけんしょう。通称「週番懸章」）の場合は、副官懸章の黄色の部分が緋色となる。全長は151,5mmとされていた。

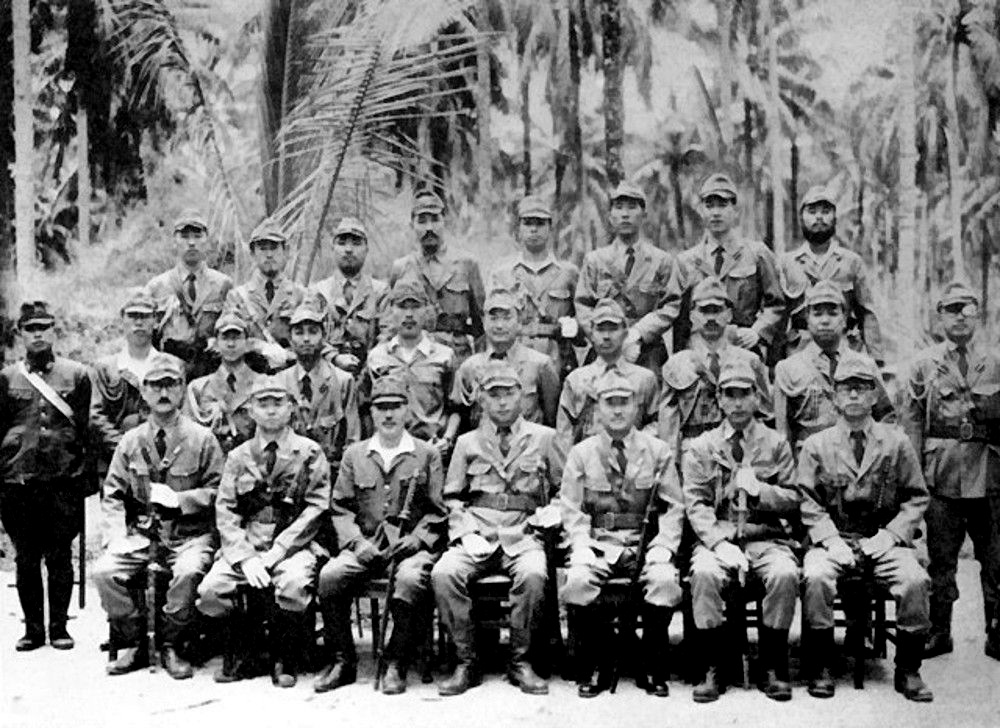
太平洋戦争（大東亜戦争）における陸海軍。左右の端はそれぞれ陸海軍の副官で、左の陸軍の副官は高等官衙副官懸章を、右の海軍の副官は副官飾緒を佩用
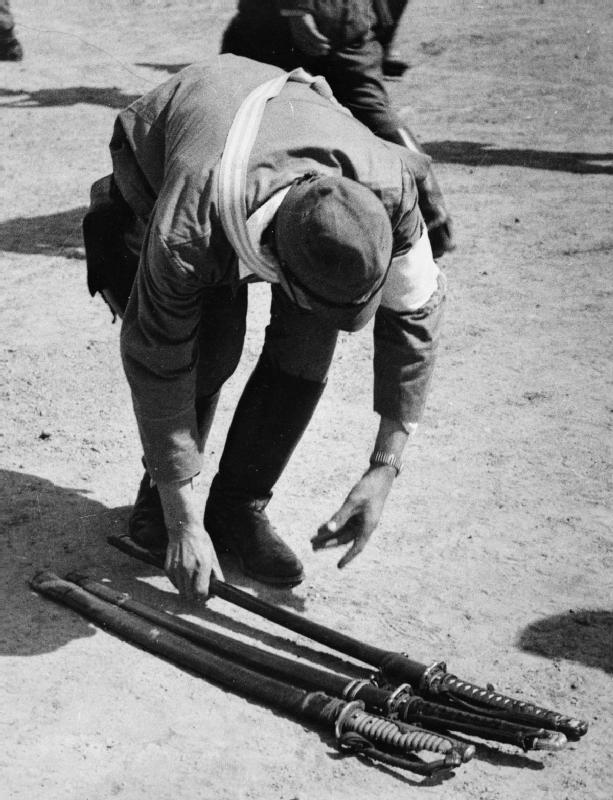
高等官衙副官懸章を佩用する副官